# گومل، تانک
گومل (به انگلیسی: Gomal) یک منطقهٔ مسکونی در پاکستان است که در خیبر پختونخوا واقع شده‌است.